# Шелешнев, Леонид Михайлович
Леонид Михайлович Шелешнев (24 марта 1914 — 26 июля 1987, Москва) — советский велогонщик и тренер. Заслуженный мастер спорта СССР. Заслуженный тренер СССР (1956). Отличник физической культуры и спорта (1961).

## Биография
Чемпион СССР (1938, 1939, 1944) в гите на 1 км с места, командной гонке преследования, гонке за лидером. Рекордсмен СССР в гонке за лидером.
В период Великой Отечественной служил в Московском уголовном розыске.
В 1952—1968 годах — главный тренер сборной СССР по шоссейным велогонкам. Шесть раз приводил сборную к победе в «Велогонках Мира»,.
Автор книг «Многодневные велосипедные гонки» и «Раздумья тренера».

## Награды
- Орден Трудового Красного Знамени (16.09.1960) — за успешные выступления в XVII летних и VIII зимних Олимпийских играх 1960 года, а также за выдающиеся спортивные достижения[5]